# Moviment per a la Independència Nacional d'Angola
El Moviment per a la Independència Nacional d'Angola (en portuguès: Movimento para a Independência Nacional de Angola), era un partit polític d'Angola, format el 1958. El MINA el 1960 va fusionar amb el Moviment Popular per a l'Alliberament d'Angola (MPLA) que del seu costat era el resultat de la fusió dos anys abans del Partit de Lluita Unida dels Africans a Angola (PLUAA) i el moviment Pro Independència d'Angola (MIA).